# Alfredo Aliaga
Alfredo Aliaga (* vermutlich in Chile) ist ein ehemaliger chilenischer Skispringer und Skisportfunktionär. 

## Werdegang
Von Alfredo Aliaga sind zwei Ergebnisse von Skisprung-Wettkämpfen in Chile bekannt, beide im Jahr 1955. Im August trat er bei der Trofeo Copa de Oro an, einem chilenischen Skisportturnier, bei dem südamerikanische, aber auch europäische und US-amerikanische Athleten im Ski Alpin, Langlauf und Skispringen antraten. In der Skisprungwertung belegte Aliaga, der mit 30 Metern den chilenischen Rekord aufstellte, den dritten Platz.
Einen Monat später gewann er auf dem Trampolín in Farellones bei Santiago die chilenischen Meisterschaften im Skispringen.
Bereits zuvor war er Mitglied im Club Andino De Chile, in dem er 1944 ins Amt eines „Director“ gewählt wurde.